# Perissana dlabolai
Perissana dlabolai är en insektsart som beskrevs av Vladimir M. Gnezdilov och Wilson 2006. Perissana dlabolai ingår i släktet Perissana och familjen Caliscelidae. Inga underarter finns listade i Catalogue of Life.